# Upplands runinskrifter 283
Upplands runinskrifter 283 är en försvunnen vikingatida runsten av granit som funnits i Torsåker (Tjursåker), Hammarby socken och Upplands Väsby kommun. Runstenen är försvunnen sedan länge, men borde ha varit omkring 1,65 meter hög och 1,50 meter bred. En framstående ristare har utfört verket, möjligen är det Fot som är runristaren i fråga.

## Inskriften
Translitterering av runraden:
[× sibi × auk × irmuntr × auk × þoriʀ × litu × raisa × stain × iftiʀ × s(u)... ... ...-- (h)(a)n · to × austr × sun × kismuntaʀ]
Normalisering till runsvenska:
Sibbi ok Ærnmundr ok Þoriʀ letu ræisa stæin æftiʀ ... ... ... Hann do austr, sunn Gismundaʀ.
Översättning till nusvenska:
Sibbe och Ärnmund och Tore läto resa stenen efter ... Han dog österut, Gismunds son.